# 초광로
초광로(草廣路, Chogwang-ro)는 경기도 하남시에서 서울특별시 강동구 강일동 입구삼거리를 잇는 도로이다.